# Утакмица века (фудбалска утакмица Енглеске и Мађарске 1953.)
Утакмица века — Дана 25. новембра 1953. састале су се репрезентације Мађарске, тада првопласирани фудбалски тим на свету, олимпијски шампиони и у низу од 24 утакмице без пораза, и Енглеске, репрезентација за коју се сматра да представља родно место фудбала, одиграле су утакмицу која је постала позната као Утакмица века. Мађарска је победила резултатом 6 : 3 и резултат је довео до преиспитивања тренинга и тактике коју је користио енглески тим и усвајања континенталне праксе на међународном и клупском нивоу у енглеској игри.
Енглеска се надала да ће ово бити њихов највећи пораз, али су завршили са још већим поразом од Мађарске, изгубивши са 7 : 1 годину дана касније 1954. године у Будимпешти на тада чувеном Непстадиону.

## Околности пред утакмицу
Репрезентација Енглеске доживела је само један пораз на домаћем терену од иностраних противника, а то је био 1949. године од Републике Ирске.на рсссф
Ово је створило климу самозадовољства, Енглеска фудбалска асоцијација (ФА) је једноставно претпоставила да су као зачетници фудбала енглески играчи технички и физички супериорнији од својих страних колега. Поред тога, игнорисани су тренерски и тактички напредак из иностранства, а репрезентација Енглеске и већина клубова су истрајали са застарелим WM формацијом. Енглеска јесте имала националног менаџера, Волтера Винтерботома, али он није имао претходног менаџерског искуства у професионалном фудбалу. Његове дужности су укључивале управљање националним тимом и развој општег стандарда тренера у Енглеској, велики задатак који је указивао или на наивност или на недостатак интересовања од стране ФА. Штавише, Винтерботом није изабрао састав Енглеске: то је остало на селекционој комисији ФА, која је често показивала мало или нимало доследности у избору играча.
Први знак да Енглеска више није у врху игре могао се видети месец дана пре меча против Мађарске, када је Енглеска, поводом 90. годишњице ФА, 21. октобра 1953. на Вемблију играла се тимом Европа 11 и ремизирала,  захваљујући тешко оправданом пеналу у последњем минуту за коначан резултат од 4 : 4. Боб Ферије је за Дејли мирор написао да је Енглеској била потребна „сва срећа света” да би постигла овај резултат. Боб Пенингтон из Дејли Експреса назвао је казну „поклоном који нам је дао судија“.
Репрезентација Мађарске је тимска творевина заменика мађарског министра спорта Густава Шебеша у настојању да унапреди спортску изврсност у комунистичкој Мађарској. Иновације су укључивале претечу Тоталног фудбала неколико година испред Холанђана и увођење дубоко лежеће позиције центарфора, коју је заузимао Нандор Хидегкути. Мађари су видели врлину креирања режима фитнеса као и политике попут клубова на међународном нивоу како би дали подстицај безбројним вежбама, поред тога, већина њихових играча је играла за војни тим Хонведа који је спонзорисала држава па нису имали материјалне проблеме, што је обезбедило да сваки члан тима буде упознат са стилом и снагама сваког од његових саиграча.
Ова репрезентација Мађарске је била непоражена од маја 1950. и освојила је златну медаљу у фудбалу на Олимпијским играма 1952. у Хелсинкију.
Британска штампа је то назвала „Утакмицом века“, зачетницима игре, против најбољег тима на свету у то време.

## Утакмица

### Датум, место и посета
Утакмица је одиграна 25. новембра 1953. године пред 105.000 гледалаца на Емпајер Вембли стадион.

### Тим Енглеске
Енглески тим је изашао у својој уобичајеној WM формацији, а за репрезентацију су играли чувени Стенли Метјуз, Стен Мортенсен, голман Гил Мерик, будући менаџер Енглеске Алф Ремзи и капитена Били Рајт, који се сматра једним од најбољих дефанзиваца на свету.

### Тим Мађарске
Мађарски тим је изашао у саставу који му је омогучио да игра у формацији 3–2–3–2 коју је увео њихов тренер Густав Шебеш. Јожеф Божик је играо на позицији дубоког везног реда, док је Нандор Хидегкути могао слободно да лута између средине терена и напада. Ференц Пушкаш и Шандор Кочиш су били нападачи, а ширину су обезбедили Золтан Цибор и Ласло Будаи.

### Прво полувреме
Мађарска је кренула и постигла погодак већ у првом минуту, Надор Хидегкути је погодио гол Гила Мерика. Одмах је било очигледно да крута енглеска WM формација није у стању да се носи са флуиднијом мађарском тактиком. Изнова су Хидегкути и Ференц Пушкаш извлачили енглеске играче из позиције, омогућавајући технички вештијим мађарским играчима да са лакоћом заобиђу своје маркере. Конкретно, центархалф Енглеске Хари Џонстон је био на мукама, није могао да одлучи да ли да чува дубоко повућеног Хидегкутија или да остане на позицији и дозволи му да слободно лута тереном.
Енглеска је и даље била способна да створи шансе када је могла да добије лопту. Стен Мортенсен је асистирао Џекију Сјуелу, који је угурао лопту у мрежу поред голмана мађарске репрезентације Ђуле Грошича за изједначење у 15. минуту. Међутим, Мађарска се показала незаустављивом, у 20. минуту Хидегкути је поново погодио после лоше интервенције енглеске одбране, а четири минута касније Ференц Пушкаш је постигао трећи гол преко убрзо чувеног „драг-бека”, док је капитен Енглеске Били Рајт покушавао да га онемогући у коштац, Пушкаш је одвукао лопту ђоном копачке за моменат брже, остављајући енглеског капитена да јури празан простор на месту где је била лопта а Пушкаш награђује себе и свој тим новим поготком. Енглеска никако није могла да контролише лопту а самим тим ни игру, а у 27. минуту Пушкаш је поново постигао гол на одбијену лопту после слободног ударца Јожефа Божика. У наставку крило Тотенхема Роб је имало шансу да постигне гол али је голман Мађара Грошич изванредно интервенисао. До промене резултата је дошло у 38. минуту када је Мортенсен погодио за 2 : 4. Енглеска је имала иницијативу у последњим минутама полувремена, али резултат на полувремену од 4 : 2 за Мађарску био је стваран одраз укупне супериорности гостујуће екипе.

### Друго полувреме
Друго полувреме је настављено у истом ритму као и прво, Мађарска је технички и тактички бољи тим, а енглески тим је стално испадао из позиције. Божик је у 52. минуту постигао гол за 5 : 2 а Хидегкути је постигао хет-трик ударцем из волеја у 55. минуту и повисио је вођство на 6 : 2. У даљњем току утакмице при једном од напада Енглеза, Роба је био фаулиран од стране Грошича а Ремзи је погодио са беле тачке. Остатак утакмице се играо нападачки са обе стране, Мађарска се добро бранила, а Енглеска није имала чистих шанси. Коначан резултат је био за Енглезе шокантан 6 : 3 за Мађарску. Мађарска је имала 35 удараца на гол, а Енглеске пет, плус њихов коначни гол. У другом полувремену је нарочито био импресиван волеј Хидегкутија, који је уследио после десет узастопних пасова мађарских играча.

### Детаљи утакмице
| Енглеска                                                   | 3 : 6    | Мађарска                                             |
| ---------------------------------------------------------- | -------- | ---------------------------------------------------- |
| Џеки Сјуел 13’ · Стен Мортенсен 38’ · Алф Ремзи 57’ (пен.) | Извештај | Хидегкути 1’, 20’, 53’ · Пушкаш 24’, 27’ · Божик 50’ |

| Енглеска | Мађарска |

| GK                 | 1  | Гил Мерик (Бирмингем Сити)               |
| RB                 | 2  | Алф Ремзи (Тотенхем хотспер)             |
| LB                 | 3  | Бил Екерсли (Блекберн роверси)           |
| RH                 | 4  | Били Рајт (Вулверхемптон вондерерси) (c) |
| CH                 | 5  | Хари Џонсон (Блекпул)                    |
| LH                 | 6  | Џими Дикинсон(Портсмут)                  |
| OR                 | 7  | Стенли Метјуз (Блекпул)                  |
| IR                 | 8  | Ерни Тејлор (Блекпул)                    |
| CF                 | 9  | Стен Мортенсен (Блекпул)                 |
| IL                 | 10 | Џеки Сјуел (Шефилд венздеј)              |
| OL                 | 11 | Џорџ Роб (Тотенхем хотспер)              |
| селектор:          |    |                                          |
| Волтер Винтерботом |    |                                          |

|              |    |                                 |  |     |
|              |    |                                 |  |     |
| GK           | 1  | Ђула Грошич (Хонвед) (c)        |  | 78’ |
| RB           | 2  | Јене Бузански (Дорог)           |  |     |
| LB           | 3  | Михаљ Лантош (Вереш Лобого)     |  |     |
| CB           | 4  | Ђула Лорант (Хонвед)            |  |     |
| DM           | 5  | Јожеф Божик (Хонвед)            |  |     |
| CB           | 6  | Јожеф Закаријаш (Вереш Лобого)  |  |     |
| RW           | 7  | Ласло Будаи (Хонвед)            |  |     |
| FW           | 8  | Шандор Кочиш (Хонвед)           |  |     |
| AM           | 9  | Нандор Хидегкути (Вереш Лобого) |  |     |
| FW           | 10 | Ференц Пушкаш (Хонвед)          |  |     |
| LW           | 11 | Золтан Цибор (Хонвед)           |  |     |
| Замене:      |    |                                 |  |     |
| GK           | 12 | Шандор Гелер (Вереш Лобого)     |  | 78’ |
| Селектор:    |    |                                 |  |     |
| Густав Шебеш |    |                                 |  |     |

## Анализе и коментари након утакмице
Резултат је у великој мери одређен тактичком наивношћу енглеског менаџера и играча. Када се игра у WM формацији, одбрамбени центархалф би традиционално означавао центарфора противника, обично ко год да је носио мајицу са бројем 9. У игри, центархалф Енглеске Хари Џонстон је по томе требао да чува Хидегкутија, који је ефективно деловао као везни играч. То је значило да је Џонстон стално извлачен из своје традиционалне  позиције, дозвољавајући остатку мађарског тима да искористи простор. Енглеску је такође збунила употреба Кочиша и Пушкаша као нападача, пошто су ова двојица носила бројеве 8 и 10, Енглеска је мислила да су у нападу. Ово је заузврат довело до неизвесности око тога ко треба да их чува и да би још више збунили енглеске играче, мађарски нападачи су непрестано мењали позиције, збуњујући нефлексибилну енглеску одбрану. Репрезентација Енглеске је углавном била извучена из позиције јер су њихови дефанзивци означавали ко год је носио одређени број, уместо да означавају играча који је играо у одређеном простору.
Поред тога, репрезентативци Енглеске нису били навикли да играју заједно као тим на редовној основи, док су Мађари имали предност од четворогодишњег искуства играња заједно на клупском и међународном нивоу. Кондиција Мађара у поређењу са енглеским играчима је била запажена, Пат Ворд-Томас из Гардијана је прокоментарисао: „...огромна предност тако честог играња заједно, врхунска кондиција (Мађари су увек изгледали елегантнији са својим сталоженим, лепо избалансираним покретима) и изванредно разумевање је било очигледно”.
Извештај листа Гардијан о утакмици је био репрезентативан за утицај који је начин игре Мађарске оставио: „Енглески тим је био компетентан по британским стандардима, осим у нападу, али према доказима овог поподнева, овај стандард неће дуго бити довољно добар за Енглеска да задржи своју позицију на високим местима у свету фудбала. Суштинска разлика је била у нападу, где нико од енглеских нападача, осим Метјуза, није могао да се супростави брзини, контроли лопте и позицијској игри Мађара, који су били скоро савршени, играли као један, како се могло пожелети."
Сер Боби Робсон је о утакмици рекао: „Видели смо стил игре, систем игре какав никада раније нисмо видели. Ниједан од ових играча нам ништа није значио. Нисмо знали за Пушкаша. Сви ови фантастични играчи, они били људи са Марса што се нас тиче. Долазили су у Енглеску, а Енглеска никада није била поражена на Вемблију, ово је требало да буде 3 : 0, 4 : 0 можда чак и 5 : 0 и рушење мале земље која је управо долазила у европски фудбал. Пушкаша су звали 'галопирајући мајор' јер је био у војсци, како је тај момак који служи мађарску војску могао да дође на Вембли и да нас тако порази? Али начин на који су играли, њихова техничка бриљантност и стручност, наша Формација WM-а је разбијена за деведесет минута фудбала. Игра је имала дубок утицај, не само на мене, већ и на све нас." Робсон је наставио па је додао: „Само та утакмица је променила наше размишљање. Мислили смо да ћемо демолирати овај тим, Енглеска на Вемблију, ми смо господари, они су ученици. Било је потпуно супротно.“
„У потпуности смо потценили напредак који је Мађарска направила, и то не само тактички“, рекао је Били Рајт. „Када смо тог поподнева изашли на Вембли, раме уз раме са гостујућим тимом, погледао сам доле и приметио да Мађари имају ове чудне, лагане копачке, исечене као папуче испод скочне кости. Окренуо сам се великом Стану Мортенсену и рекао, 'Требало би да будемо добро овде, Стен, они немају одговарајућу опрему'.“
Шест чланова енглеског тима, Бил Екерсли, Алф Ремзи, Џорџ Роб и тројац из Блекпула у саставу Хари Џонстон, Стен Мортенсен и Ерни Тејлор, никада више нису играли за Енглеску репрезентацију.

## Узвратна утакмица
Дана 23. маја 1954. године Енглеска је отишла у Будимпешту на узвратну утакмицу у нади да ће се осветити за пораз од 6 : 3, уместо тога, Мађарска је победила Енглеску са 7 : 1. Овај резултат се још увек сматра најтежим фудбалским поразом Енглеске.

## Белешке и референце
1. ↑  Injusto o Empate, Jornal dos Sports, Rio de Janeiro, 23 October 1953, p. 6
2. ↑  (Извештај)
3. ↑  „The brains behind the Magical Magyars”. Архивирано из оригинала 15. 1. 2011. г. Приступљено 2011-04-11.
4. ↑  Ward-Thomas, Pat (26. 11. 1953). „Hungary's Famous Victory”. The Guardian.
5. ↑  „zoltech.net”. www.zoltech.net.
6. ↑  Gillatt, Peter (30. 11. 2009). Blackpool FC on This Day: History, Facts and Figures from Every Day of the Year. Pitch Publishing Ltd. ISBN 978-1905411504.
7. ↑  Puskás on Puskás, Hardcover: 240 pages. Publisher: Robson Books Ltd (23 October 1998) . ISBN 1-86105-083-6. Недостаје или је празан параметар |title= (помоћ).
8. ↑  „QosFC: Legends - Ivor Broadis”. qosfc.com. Архивирано из оригинала 13. 07. 2012. г. Приступљено 03. 10. 2023.